# Sam H. Harris Theatre
Il Sam H. Harris Theatre era un teatro di Broadway che fu costruito nel 1914 e smise di produrre spettacoli nel 1933. Rimase in funzione come cinema per decenni e fu demolito nel 1996.

## Storia
Il teatro fu progettato dall'architetto Thomas W. Lamb e costruito da Asa Candler, il fondatore di The Coca-Cola Company, come parte del Candler Building. Fu inaugurato nel maggio 1914 come il Candler Theatre per mostrare film, ma era stato progettato per eseguire anche spettacoli teatrali. Candler affittò il teatro a George M. Cohan e Sam H. Harris per iniziare ad offrire opere teatrali, con On Trial che fu la prima produzione nell'agosto 1914. Il teatro divenne il "Cohan and Harris Theatre" nel 1916.
Quando Cohan e Harris si separarono nel 1920, Harris prese il controllo e lo ribattezzò "Sam H. Harris Theatre" nel 1921, con Welcome Stranger che fu la prima produzione sotto quella denominazione; un altro Harris Theatre fu ribattezzato Frazee nel 1920. Una produzione del 1922 di Amleto con John Barrymore ricevette il plauso della critica, andando avanti per un record di 101 spettacoli. Harris vendette il teatro alla Shubert Organization nel 1926, che lo cedette in bancarotta nel 1933. Successivamente il locale ha proiettato film per decenni.
Un piano dell'Organizzazione Nederlander per rinnovare e far rivivere il teatro fallì, così come un piano per dividere la sede in un cinema gemello come parte del piano di riqualificazione di Times Square. Il teatro fu demolito nel 1996. Madame Tussauds New York si trova ora nella sua ubicazione precedente.

## Produzioni selezionate
- On Trial by Elmer Rice (agosto 1914-luglio 1915, 365 spett.)
- The House of Glass (Settembre 1915-aprile 1916, 245 spett.)
- Captain Kidd, Jr. (Novembre 1916-marzo 1917, 128 spett.)
- A Tailor-Made Man (Agosto 1917-agosto 1918, 398 spett.)
- Three Faces East (Agosto 1918-, 335 spett.)
- The Royal Vagabond (Febbraio 1919-gennaio 1920, 348 spett.)
- The Acquittal (Gennaio-maggio 1920, 138 spett.)
- Honey Girl (Maggio-settembre 1920, 142 spett.)
- Welcome Stranger (Settembre 1920-giugno 1921, 309 spett.)
- Six-Cylinder Love (Agosto 1921-luglio 1922, 344 spett.)
- Amleto (Novembre 1922-febbraio 1923, 101 spett.)
- Icebound (Febbraio-giugno 1923, 145 spett.)
- The Nervous Wreck di Owen Davis (Ottobre 1923-maggio 1924, 279 spett.)
- Topsy and Eva, libro di Catherine Chisholm Cushing (Dicembre 1924-maggio 1925, 159 spett.)
- Love 'em and Leave 'em (Febbraio-giugno 1926, 152 spett.)
- We Americans (Ottobre 1926-gennaio 1927, 118 spett.)
- Lovely Lady (Dicembre 1927-maggio 1928, 164 spett.)
- The Trial of Mary Dugan (Giugno-settembre 1928, parte di una produzione più lunga in altri teatri per 437 prestazioni totali.)
- Congai (Novembre 1928-marzo 1929, 135 spett.)
- The Last Mile (Febbraio-ottobre 1930, 289 spett.)
- The Greeks Had a Word for It di Zoë Akins (Settembre 1930-maggio 1931, 253 spett.)